# Allgemeine Deutsche Eisenbahn-Betriebs-GmbH
Die Allgemeine Deutsche Eisenbahn-Betriebs-GmbH (ADEG) wurde 1915 als Tochter der Allgemeinen Deutschen Kleinbahn-Gesellschaft AG (ADKA) gegründet. Die Geschichte beider Unternehmungen ist eng miteinander verbunden und wird daher gemeinsam dargestellt.

## Allgemeine Deutsche Kleinbahn-Gesellschaft AG (ADKA)

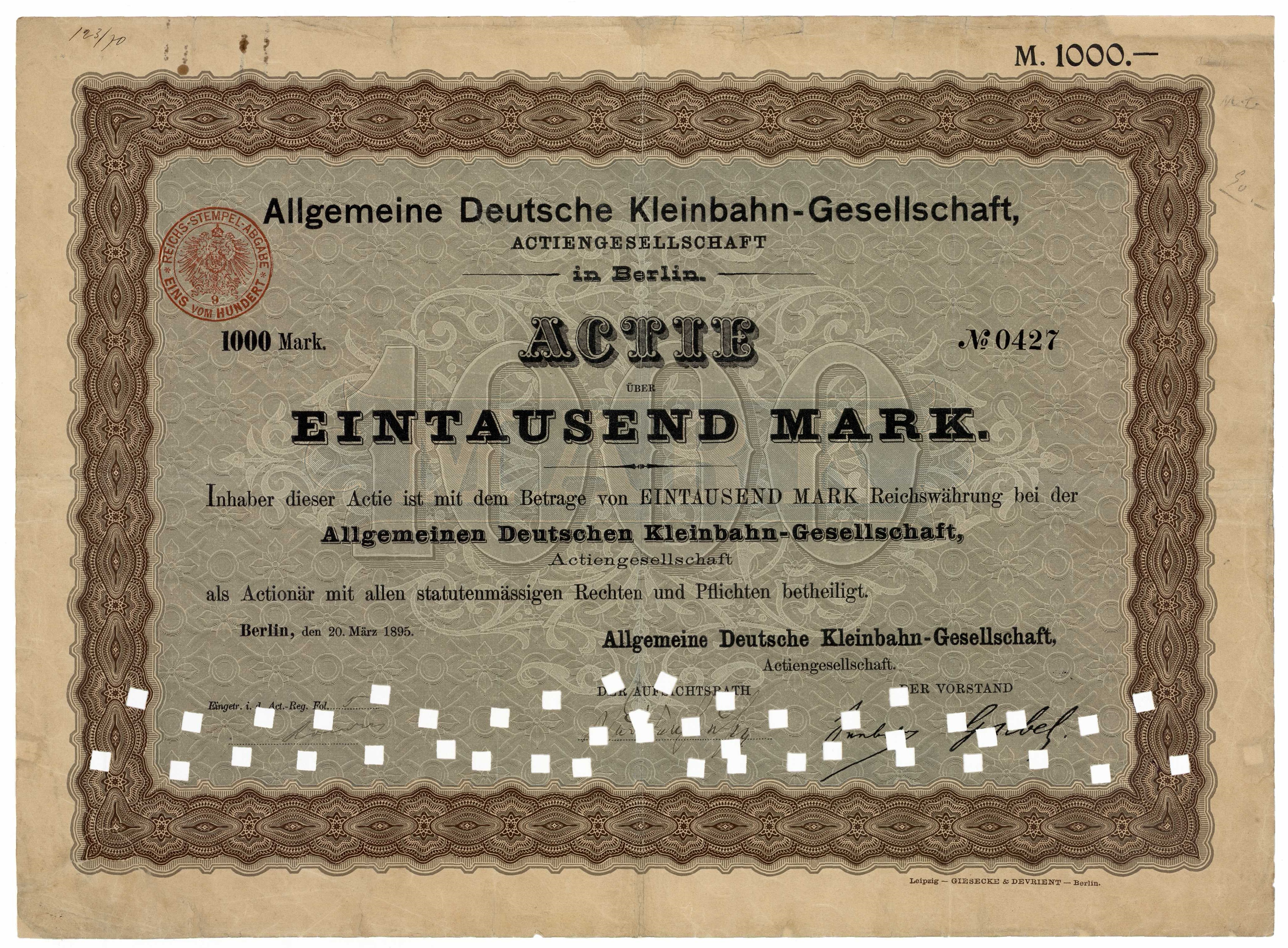
Aktie über 1000 Mark der Allgemeinen Deutschen Kleinbahn-Gesellschaft vom 20. März 1895

Die Allgemeine Deutsche Kleinbahn-Gesellschaft (ADKA) wurde nach dem Inkrafttreten des Preußischen Kleinbahngesetzes vom 28. Juli 1892 – wenig später als die Firma LENZ & Co. GmbH, jedoch völlig unabhängig von ihr – am 4. Januar 1893 mit einem Kapital von 5 Millionen Mark in Berlin gegründet. Sie betätigte sich anfangs nur als Finanzier und Betriebsführer von Eisenbahnen, baute aber selbst keine eigenen Bahnen. Vor allem dieser Umstand soll dazu geführt haben, dass der Gesellschaft zunächst ein finanzieller Erfolg versagt blieb.
Ende der 1890er Jahre betrieb die ADKA Kleinbahnstrecken mit einer Länge von 340 km, die überwiegend in der Spurweite von 750 mm und 1000 mm angelegt waren. In dieser Zeit begann die ADKA selbst Bahnen zu bauen, insbesondere drei Netze von Schmalspurbahnen:
- 1898 konnten die ersten Abschnitte des schließlich 336 km Strecken umfassenden Netzes der Westpreußischen Kleinbahnen AG im Weichseldelta eröffnet werden.
- Diesem Projekt folgte 1900 die Nassauische Kleinbahn AG mit 77 km Streckenlänge im westlichen Taunus.
- 1901 übernahm sie auch die Elektrische Kleinbahn im Mansfelder Bergrevier AG mit 31,8 km Länge

Neueste Börsennachrichten, Berlin, Deutsche Klein- und Straßenbahnen Allgemeine Deutsche Kleinbahn

(1905) 30. Dezember: 89,50

(1906) _2. Januar:____91,25
Bis in die Zeit des Ersten Weltkriegs vermehrte sich die Streckenlänge der zur ADKA gehörenden Bahnen. Am Ende des Jahres 1915 betrieb sie fünf eigene Bahnen (75 km) und zwei fremde Bahnen (91 km). Ferner ließ sie zwei weitere (49 km) durch die Firma Vering & Waechter betreiben. Die ADKA war darüber hinaus an acht Bahnen in Deutschland (404 km) beteiligt und – in den meisten Fällen – auch Betriebsführerin. Damit waren Strecken von rund 620 Kilometer Länge im Einflussbereich der ADKA.
Dabei ist die Beteiligung an fünf Bahnen in Ungarn, die allerdings als Folge des Ersten Weltkrieges verloren gingen, nicht berücksichtigt.

## Allgemeine Deutsche Eisenbahn-Betriebs-GmbH (ADEG) und Allgemeine Deutsche Eisenbahn-AG (ADEA)

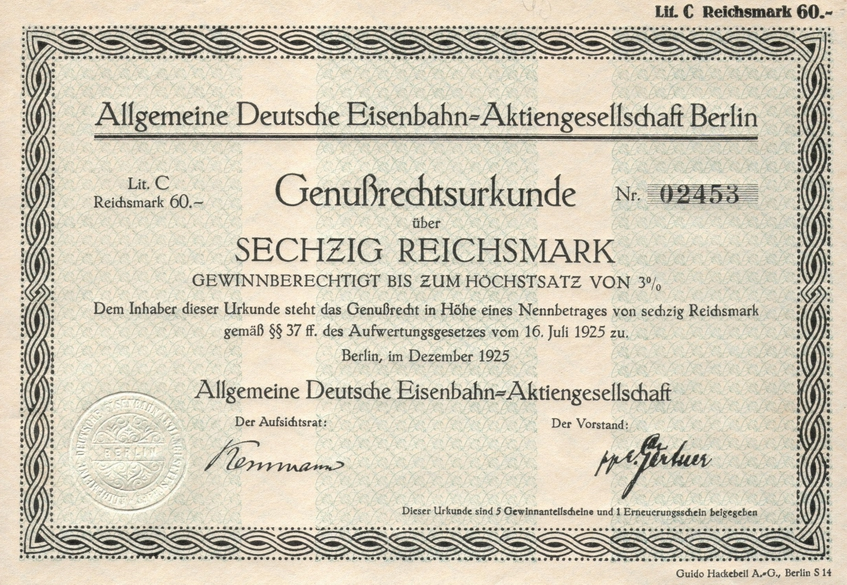
Genußrechtsurkunde der ADEG von 1925

Die wachsende Zahl dieser Bahnen machte die Errichtung einer besonderen Betriebsführungsgesellschaft erforderlich. Zu diesem Zweck gründete die ADKA am 1. Oktober 1915 die Allgemeine Deutsche Eisenbahn-Betriebs-GmbH (ADEG). Diese übernahm nun ab 1916/17 die Betriebsführung der Mehrzahl der ADKA-Bahnen.
Zum 28. Juni 1923 änderte die ADKA ihren Namen in Allgemeine Deutsche Eisenbahn-AG (ADEA). Nach Erhöhungen in den Jahren 1918 und 1923 betrug das Aktienkapital nunmehr 30 Millionen Mark.
Die Zahl der Bahnen hielt sich in jener Zeit etwa auf dem bisherigen Stand. Abgängen standen jeweils wieder Erwerbungen gegenüber. So wurde die Beteiligung an der Elektrischen Kleinbahn im Mansfelder Bergrevier 1919 und die Betriebsführung der Crefelder Eisenbahn 1921 aufgegeben, dafür aber 1922 die Aktienmehrheit an der Teltower Eisenbahn-AG und 1924 an der Rinteln-Stadthagener Eisenbahngesellschaft erworben.
Die ADEA galt als eine gesunde, erfolgreiche Gesellschaft, deren Bahnen allgemein als besser und aussichtsreicher beurteilt wurden als die der AG für Verkehrswesen (AGV). ADEA und ihre Tochter ADEG betrieben zwar weniger Bahnen als LENZ & Co oder die Ostdeutsche Eisenbahn-Gesellschaft (ODEG), die ADEA war aber meist mit größeren Anteilen daran beteiligt; oft war sie sogar Alleineigentümer.
Als besonders ertragreich galten die
- Teutoburger Wald-Eisenbahn AG
- Rinteln-Stadthagener Eisenbahn AG und
- Aschersleben-Schneidlingen-Nienhagener Eisenbahn AG.

Die besten Bahnen waren die Farge-Vegesacker Eisenbahn AG und die Riesengebirgsbahn GmbH, die seit 1934 elektrisch betrieben wurde.
So bemühte sich die AGV um den Erwerb der ADEA samt ihrer Tochtergesellschaft ADEG. Im Jahre 1927 konnten die Verhandlungen erfolgreich beendet werden. Die Übernahme durch die AGV fand mit Wirkung vom 1. Januar 1926 statt.
Im Zuge der Neuordnung des AGV-Konzerns wurden die Kleinbahnen, die Eigentum der ADEA gewesen waren, auf die Vereinigten Kleinbahnen AG (VKA) übertragen, während die Betriebsführung bei der ADEG blieb. Der Betriebsführungsteil der ADEA wurde in die ADEG eingegliedert, die 1928 insgesamt 17 Bahnen mit 940 km Streckenlänge betrieb. Dieser Status blieb – trotz des Wechsels einzelner Bahnen – weitgehend bis zum Ende des Zweiten Weltkriegs bestehen. Nach dem Handbuch der öffentlichen Verkehrsbetriebe von 1940 betrieb die ADEG damals folgende Bahnen mit einer Netzlänge von 974 Kilometern:
- Aschersleben-Schneidlingen-Nienhagener Eisenbahn AG – 46,2 km – 1. April 1897
- Biebertalbahn Gießen-Bieber (VKA) – 8,7 km – 18. August 1898
- Braunschweig-Schöninger Eisenbahn AG – 73,6 km – 15. Februar 1902
- Breslau-Trebnitz-Prausnitzer Kleinbahn AG – 37,3 km – 1. Juli 1898
- Dessau-Radegast-Köthener Bahn (VKA) – 31,7 km – 28. November 1896
- Farge-Vegesacker Eisenbahn-Gesellschaft – 10,4 km – 31. Dezember 1888
- Hildesheim-Peiner Kreis-Eisenbahn-Gesellschaft AG – 31,4 km – 30. November 1896
- Kleinbahn Groß Peterwitz–Katscher (VKA) – 8,5 km – 28. April 1896
- Nassauische Kleinbahn AG – 48,7 km – 18. September 1900
- Niederlausitzer Eisenbahn-Gesellschaft – 113,3 km – 20. Dezember 1897
- Oschersleben-Schöninger Eisenbahn-Gesellschaft – 27,6 km – 20. Dezember 1898
- Riesengebirgsbahn GmbH (Elektr. Betrieb) – 6,9 km – 6. Juni 1895
- Rinteln-Stadthagener Eisenbahngesellschaft – 20,4 km – 3. März 1900
- Teltower Eisenbahn AG – 7,9 km – 21. Juli 1909
- Teutoburger Wald-Eisenbahn Gesellschaft – 100,2 km – 1. November 1900
- Trachenberg-Militscher Kreisbahn AG – 65,4 km – 8. Dezember 1894
- Westpreußische Kleinbahnen AG – 335,8 km – 16. November 1898

Die ADEG stand damit unter den sieben Betriebsführungsgesellschaften der AGV hinsichtlich der Streckenlänge an zweiter Stelle. Weil aber mehr als die Hälfte der betriebenen Bahnen nach Kriegsende im Jahre 1945 in der Sowjetischen Besatzungszone und in den Gebieten östlich der Oder-Neiße-Linie lag, verlor die ADEG einen wesentlichen Teil ihres bisherigen Aufgabengebiets. Die Betriebsführung der in Westdeutschland verbliebenen Bahnen wurde an die Deutsche Eisenbahn-Gesellschaft (DEAG) und die Vereinigten Kleinbahnen (VKA) übertragen. Die ADEG übte danach keine Tätigkeit mehr aus. Sie wurde mit Wirkung vom 31. Dezember 1970 auf die AG für Industrie und Verkehrswesen umgewandelt.